# NGC 1240
NGC 1240 ist ein Doppelstern im Sternbild Aries. Das Objekt wurde am 12. September 1784 von Wilhelm Herschel entdeckt und fälschlicherweise in den NGC-Katalog aufgenommen.